# ويندسور ديل لانو
ويندسور ديل لانو (بالإسبانية: Windsor del Llano؛ بالإنجليزية: Windsor del Llano) هو مدرب كرة قدم ولاعب كرة قدم بوليفي وأمريكي في مركز الوسط، ولد في 17 أغسطس 1949 في كوتشابامبا في بوليفيا. شارك مع منتخب الولايات المتحدة لكرة القدم ومنتخب بوليفيا لكرة القدم. أما مع النوادي، فقد لعب مع بوتافوغو ريغاتاس وذي سترونغيست ونادي بوليفار ونادي خورخي ويلسترمان.

## وصلات خارجية
- ويندسور ديل لانو على موقع قاعدة بيانات كرة القدم.إي يو (الإنجليزية)
- ويندسور ديل لانو على موقع ناشيونال فوتبول تيمز (الإنجليزية)